# Sbikha
Sbikha o Essbikha (àrab: السبِيخَة, as-Sabīẖa) és una ciutat de Tunísia, a la governació de Kairuan, situada uns 40 km al nord de Kairuan, amb una població de prop de 5.000 habitants, i capçalera d'una delegació de 68.740 habitants.

## Història
Uns 7 km al nord-est, agafant la carretera d'El Alem, hi ha unes restes antigues que corresponen a la ciutat de Sardinia, fundada per cristians emigrants de l'illa de Sardenya que es van establir al lloc i es van aliar als amazics nafzawa. La vila ja existia el 972 quan el fatimita al-Muïzz s'hi va aturar uns tres mesos abans d'anar a Egipte. Va existir almenys fins al segle xiv, i després desaparegué substituïda per la moderna Sbikha. Avui és un jaciment arqueològic.

## Economia
L'economia de la zona, avui dominada per l'olivera, conserva encara el cultiu d'altres fruiters, especialment de cítrics com els tarongers.

## Administració
És el centre de la delegació o mutamadiyya homònima, amb codi geogràfic 41 54 (ISO 3166-2:TN-12), dividida en quinze sectors o imades:
- Sbikha Centre (41 54 51)
- Aîn Bou Morra (41 54 52)
- El Friouet (41 54 53)
- Sidi Messaoud (41 54 54)
- Ed-Dekhila (41 54 55)
- Ed-Dheriaat (41 54 56)
- El Gfi (41 54 57)
- El Alam (41 54 58)
- El Katifa (41 54 59)
- El Aouitha (41 54 60)
- Sisseb (41 54 61)
- Ech-Chorfa (41 54 62)
- Chogafia (41 54 63)
- Serdiania (41 54 64)
- Oued El Khraouia (41 54 65)

Al mateix temps, forma una municipalitat o baladiyya (codi geogràfic 41 13).